# شیوع آبله میمون ۲۰۲۴–۲۰۲۳
شیوع آبله میمون ۲۰۲۴–۲۰۲۳ اپیدمی یک کلاد جدید از آبله میمون است که شروع آن دست کم در اوایل سپتامبر ۲۰۲۳ در آفریقا بوده است. تا اوت ۲۰۲۴، بیش از ۱۷۰۰۰ مورد، با ۵۱۷ مرگ و میر گزارش شده است که بیشترین آن در جمهوری دموکراتیک کنگو بوده است. در ۱۴ اوت ۲۰۲۴، سازمان بهداشت جهانی این همه‌گیری را یک وضعیت اضطراری بهداشت عمومی با نگرانی بین‌المللی (PHEIC) اعلام کرد.

## پیشینه
آبله میمون یک بیماری ویروسی عفونی است که در میان پستانداران کوچک در مناطق مرکزی آفریقا بومی است. این بیماری همچنین می‌تواند انسان را آلوده کند. علائم این آلودگی شامل راش پوستی است که تاول‌ها و سپس پوسته پوسته شدن آن‌ها، تب و غدد لنفاوی متورم را تشکیل می‌دهد.
در ماه مهٔ ۲۰۲۲، سازمان بهداشت جهانی (WHO) شیوع قبلی آبله میمون را که شامل گروه دیگری از ویروس بود، به عنوان یک وضعیت اضطراری بهداشتی جهانی اعلام کرد. این بیماری ۸۷۰۰۰ نفر را مبتلا کرده و باعث مرگ ۱۴۰ نفر شده بود که سازمان بهداشت جهانی در ماه مه سال بعد به وضعیت اضطراری جهانی خود پایان داد.

## شیوع

### تلفات گزارش‌شده
تا تاریخ ۱۱ اوت ۲۰۲۴
|                       | مکان                  | مبتلایان | مرگ و میر |
| --------------------- | --------------------- | -------- | --------- |
| جمهوری دموکراتیک کنگو | جمهوری دموکراتیک کنگو | ۱۴٬۰۹۱   | ۵۱۱       |
| جمهوری آفریقای مرکزی  | جمهوری آفریقای مرکزی  | ۲۱۳      | ۰         |
| جمهوری کنگو           | جمهوری کنگو           | ۱۴۶      | ۱         |
| بوروندی               | بوروندی               | ۸۳       | ۰         |
| کامرون                | کامرون                | ۳۵       | ۲         |
| نیجریه                | نیجریه                | ۲۴       | ۰         |
| آفریقای جنوبی         | آفریقای جنوبی         | ۲۴       | ۳         |
| کنیا                  | کنیا                  | ۱۲       | ۰         |
| ساحل عاج              | ساحل عاج              | ۷        | ۰         |
| غنا                   | غنا                   | ۴        | ۰         |
| رواندا                | رواندا                | ۴        | ۰         |
| پاکستان               | پاکستان               | ۳        | ۰         |
| اوگاندا               | اوگاندا               | ۲        | ۰         |
| سوئد                  | سوئد                  | ۱        | ۰         |
| مجموع                 | مجموع                 | ۱۴٬۶۵۴   | ۵۱۷       |

1. ↑  ۱٬۸۸۸ مورد از آنها تأیید شده است
2. ↑  ۸ مورد از آنها تأیید شده است
3. ↑  ۲۸ مورد از آنها تأیید شده است
4. ↑  ۱۹ مورد از آنها تأیید شده است
5. ↑  ۵ مورد از آنها تأیید شده است
6. ↑  یک مورد از آنها تأیید شده است